# Велоспорт на летних Олимпийских играх 1896 — гит на 333,3 м
Соревнования по гиту на велотреке среди мужчин на летних Олимпийских играх 1896 прошли 11 апреля. Приняли участие восемь спортсменов из пяти стран. Длина трека составляла 333,3 м.

## Призёры
| Золото              | Серебро                      | Бронза               |
| Поль Массон Франция | Стаматиос Николопулос Греция | Адольф Шмаль Австрия |

## Соревнование

### Первый заезд
| Место | Спортсмен                   | Время |
| ----- | --------------------------- | ----- |
| 1     | Поль Массон (FRA)           | 24,0  |
| 2     | Стаматиос Николопулос (GRE) | 26,0  |
| 2     | Адольф Шмаль (AUT)          | 26,0  |
| 4     | Эдвард Баттел (GBR)         | 26,2  |
| 5     | Фрэнк Кипинг (GBR)          | 27,0  |
| 5     | Теодор Лойпольд (GER)       | 27,0  |
| 5     | Леон Фламан (FRA)           | 27,0  |
| 8     | Йозеф Роземейер (GER)       | 27,2  |

### Заезд за второе место
| Место | Спортсмен                   | Время |
| ----- | --------------------------- | ----- |
| 2     | Стаматиос Николопулос (GRE) | 25,4  |
| 3     | Адольф Шмаль (AUT)          | 26,6  |

Эту гонку уже третий раз за день выиграл француз Поль Массон. Грек Стаматиос Николопулос и австриец Адольф Шмаль показали одинаковый результат в 26 секунд. После основной гонки для них был назначен дополнительный заезд за второе и третье место. Николопулос оказался быстрее Шмаля на 1,2 секунды, и занял второе место.